# Ewa Proniewska-Skrętek
Ewa Proniewska-Skrętek – polska okulistka, doktor habilitowany medycyny.
Dyplom lekarski zdobyła na Akademii Medycznej w Białymstoku (od 2008 roku Uniwersytet Medyczny) i na tej uczelni pracuje do dziś.
Stopień doktorski uzyskała w 1994 roku na podstawie pracy „Pentoksyfilina w leczeniu zachowawczym krótkowzroczności u dzieci”. Habilitowała się w 2008 roku na podstawie oceny dorobku naukowego i pracy pod tytułem „Badania kliniczne i histopatologiczne czerniaka złośliwego naczyniówki oka”. Jest adiunktem w Klinice Okulistyki Uniwersytetu Medycznego w Białymstoku, kierowanej przez Zofię Mariak, gdzie pracują także m.in. Iwona Obuchowska oraz Renata Zalewska. Należy do Polskiego Towarzystwa Okulistycznego. Jest też przewodniczącą oddziału podlaskiego Stowarzyszenia Zwyrodnienia Plamki Związanego z Wiekiem AMD.
Swoje prace publikowała w czasopismach krajowych i zagranicznych, m.in. w „Klinice Ocznej” i „Okulistyce”. Zainteresowania kliniczne i badawcze E. Proniewskiej-Skrętek dotyczą m.in. zagadnień genetyki okulistycznej oraz zwyrodnienia plamki związanego z wiekiem.